# Huisseau-sur-Cosson
Huisseau-sur-Cosson to miejscowość i gmina we Francji, w Regionie Centralnym, w departamencie Loir-et-Cher.
Według danych na rok 1990 gminę zamieszkiwały 1834 osoby, a gęstość zaludnienia wynosiła 80 osób/km² (wśród 1842 gmin Regionu Centralnego Huisseau-sur-Cosson plasuje się na 214. miejscu pod względem liczby ludności, natomiast pod względem powierzchni na miejscu 559.).

## Współpraca
Miejscowość partnerska:
- Chiny, Belgia